# Хеленистичка Грчка
Хеленистичка Грчка (323–146. п. н. е) представља Грчку од смрти Александра Великог (323. п. н. е) до римског освајања Грчке (146. п. н. е). Успостављање римске власти није нарушило континуитет хеленистичког друштва и културе, што остаје непромењено све до појаве хришћанства. Ипак римска власт је значила крај грчке политичке независности.
Током хеленистичког периода смањен је значај матичне Грчке, тачније територије коју су Грци насељавали у претхеленистичкој епохи. Велики центри хеленистичке културе су били Александрија и Антиохија, престолнице Птолемејског и Селеукидског краљевства.

## Македонска доминација
Александрова освајања имала су далекосежне последице по грчке полисе. Бесконачни сукоби тих полиса, који су карактерисали 4. и 5. век п. н. е. постали су безначајни. Грчки хоризонти су битно проширени. Почела је велика емиграција у нова грчка краљевства на истоку. Многи посебно млади и амбициозни Грци селе се у Александрију, Антиохију и многе друге нове хеленистичке градове. Селе се чак до данашњег Авганистана и Пакистана, где су Грчко-бактријско и Индо-грчко краљевство преживели до 1. века п. н. е.
Грци су после пораза од Филипа  и Александра Великог научили да полиси никада неће више бити силе саме за себе. Видели су да се хегемонији Македоније и држава наследница могу супротставити само ако се полиси уједине. Грци су много ценили своју независност тако да нису ни разматрали уједињење.
После Александрове смрти долази до борбе за власт његових генерала дијадоса („насљедника“). Та борба се претворила у ратове и у цепање Александровог царства на више нових краљевина. Македонија је припала Касандру, сину Александровог генерала Антипатера. Касандар после неколико година борбе постаје главни у Грчкој и оснива нову престоницу Македоније у Солуну.
Касандру се супроставља други дијадох Антигон, који је владао Анадолијом. Антигон обећава грчким градовима да ће им обновити слободу, ако га подрже. То је довело до успешних побуна против Касандра. Антигонов син Деметрије Полиоркет 307. п. н. е. заузима Атину и враћа демократски систем власти. Коалиција Касандра и Селеука побеђује Антигона 301. п. н. е. у бици код Ипса.
Касандар умире 298. п. н. е., а његови синови се показују слабим, па Деметријепостаје краљ Македоније 294. п. н. е. Против Деметрија се удружују Лизимах, Пир и Птолемеј. Он напушта Македонију 288. п. н. е., па Лизимах и Пир постају заједнички краљеви Македоније, а Грчку дају Деметријеву сину Антигону .
Лизимах и Пир истерују Антигону II из Атине у Тесалију, а онда Лизимах истерује и Пира из Македоније. Селеук побеђује Лизимаха у бици код Корупедија у Лидији 281. п. н. е.

## Антигон
Деметријев син Антигону II постаје краљ Македоније. Побеђује Гале, који су извршили инвазију грчких земаља. Битка против Гала ујединила је Антигониде из Македоније и Селеукиде из Антиохије. Савез те две краљевине је био такође уперен против најбогатије државе хеленског света Птолемејевог краљевства.
Антигон II влада до своје смрти 239. п. н. е., а Антигониди после њега задржавају македонски престо до 146. п. н. е., тј. римског освајања Грчке. Владавина Антигонида над грчким градовима била је и са прекидима. Други владари, а посебно Птолемејиди, подстицали су и финансирали антимакедонске активности у Грчкој, а све са циљем да се поткопа власт Антигонида. Антигон II је поставио гарнизон на веома важно стратешко место Коринт. Атина, Родос и Пергам задржали су своју независност, а други полиси у матичној Грчкој формирају Етолски савез и Ахајски савез, да би бранили укидање ограничене независности, угрожен нарочито од стране Македоније. Спарта је такође била независна, али није улазила у савезе.
Птолемеј II је 267. п. н. е. наговорио Грке да устану против Антигона. Тај устанак је познат као Хремонидски рат по атинском вођи Хремониду. Атина и полиси су побеђени и губе независност и демократске институције. Атина престаје бити политички фактор у Грчкој, иако је остала највећи и најбогатији град.

## Филип
Антигон  је умро 239. п. н. е., а после његове смрти следе нове побуне полиса Ахајског савеза. Деметрије  (син Антигона II) умире 229. п. н. е. остављајући дете Филипа V као краља и Антигона  као регента. Ахајски савез је био номинално поданик Птолемејевог краљевства, а у ствари су били независни и контролисали су већину јужне Грчке. Спарта је била непријатељ Ахајаца и 227. п. н. е. Спарта заузима Ахају. Антигон III побеђује Спартанце 222. п. н. е. и анектира Спарту, што је било први пут да је Спарта окупирана од стране силе.
Филип V долази на власт 221. п. н. е. и био је последњи македонски владар који је имао способност и могућност да уједини Грчку и сачува њену независност од све веће римске моћи. Под његовим утицајем и вођством склапа се мир у Наупакту 217. п. н. е., којим се завршавају сукоби македонских и грчких савеза. Тада је он контролисао целу Грчку осим Атине, Родоса и Пергама.
Филип V ствара савез 215. п. н. е. са римским непријатељем Картагином. Тиме Рим по први пут долази да се меша у грчке послове. Рим одвлачи градове ахајског савеза и ствара савез са Родосом и Пергамом, који је био најјача сила у Малој Азији. Први македонски рат је избио 212. п. н. е. , а завршава неодлучно, али Македонија је постала непријатељ Рима. Римски савезник Родос контролисао је егејска острва.
Рим је победио Картагину 202. п. н. е., па је имао слободне руке да се окрене источно, кад су га позвали римски савезници Родос и Пергам. Други македонски рат избија 200. п. н. е. у основи због тога јер је Рим сматрао да је Македонија потенцијални савезник Селеукидског царства, које је било највећа сила истока. Многи савезници напуштају Филипа V па га проконзул Тит Квинкције Фламинин побеђује 197. п. н. е. у бици код Киноскефала.
Срећом по Грке, Тит Квинкције Фламинин је био умерен човек и обожавалац грчке културе. Филип V је требало да преда флоту и постане римски савезник. Био је поштеђен тежих мировних услова. Иако је формално прогласио грчке градове слободним Тит Квинкције Фламинин је поставио римске гарнизоне у Коринт и Халкиду. Слобода коју су обећавали Римљани била је илузија. Сви градови сем Родоса укључени су у нови савез под контролом Рима, а демократије су замењене аристократским владама у савезу са Римом.

## Успон Римске републике
Између Рима и селеукидског краља Антиоха  избија рат. Неки грчки градови сматрају Антиоха III спасиоцем од римске власти, а Македонија је била савезник Риму. Антиох III је поражен 191. п. н. е. у бици код Термопила. Током тог рата римска војска је први пут прешла у Азију, где су победили Антиоха 190. п. н. е. у бици код Магнезије. Грчка се сад налазила на римским линијама комуникација према истоку, а римска војска је постала стално присутна.
Рим се у све почео мешати. Било која побеђена страна у унутрашњим грчким споровима жалила се Риму. Тиме се Рим све више мешао у унутрашње ствари. Македонија је још увек била независна, иако је била римски савезник. Филип V умире 179. п. н. е, а наслеђује га син Персеј, који као и сви македонски краљеви машта о уједињењу Грчке под македонском влашћу. Македонија је била преслаба за такве циљеве. Римски савезник Еумен II из Пергама уверава сенаторе да Персеј представља опасност за римске позиције.

## Крај грчке независности
Рим проглашава рат против Македоније 171. п. н. е. и у Грчку долази 100.000 римских војника. Македонија није могла скупити ни приближно толико јаку војску. Персеј није успевао да добије помоћ осталих грчких полиса. Међутим лоше римско војно вођство омогућава Македонији да се држи три године против бројнијих Римљана. На чело римске војске у Грчкој 168. п. н. е. долази Луције Емилије Паул па у бици код Пидне наноси Македонцима тежак пораз. Ухваћен је Персеј и послан у Рим, нешто касније, умро је у тамници. Македонско краљевство је разбијено на мале државице. Кажњени су сви полиси, који су помагали Македонију. Чак су и римски савезници Родос и Пергам изгубили независност.
Под водством авантуристе ниског порекла, Андриска, 149. п. н. е. Македонци су се побунили против Римљана. Због тога је Македонија 148. п. н. е. анектирана и постала је римска провинција. Била је прва грчка држава, која је доживела ту судбину. Рим затим захтева да се распусти Ахајски савез. Полиси Ахајског савеза то одбијају сматрајући да је боље да се боре за независност и проглашавају рат против Рима. Већина грчких градова стала је на страну Ахајског савеза. Чак су и робови ослобођени да се боре за грчку независност. Римска војска је дошла из Македоније и победила Грке у Коринту, а Коринт су сравнили са земљом.
Цело грчко полуострво, изузев острва постаје 146. п. н. е. римски протекторат. Уводе се римски порези, осим у Атини и Спарти. Свим градовима владају римски локални савезници. Последњи краљ Пергама, Атал III, умире 133. п. н. е. и оставља Риму своје краљевство. Тиме је већи део Егеја дошла под римску власт као провинција Азија.
Коначни пад Грчке долази 88. п. н. е., када је понтски краљ Митридат  устао против Римљана и побио 80.000 Римљана и римских савезника у градовима Мале Азије које је претходно освојио. Иако Митридат VI није био Грк, многи грчки градови (укључујући Атину) збацују про-римску власт и придружују се Митридату. Када је Луције Корнелије Сула протерао Митридата из Грчке, Римљани су се осветили неким грчким градовима.

## Хеленистичка уметност
Раном хеленизму припада једно од најбољих и у својој врсти најуспелијих вајарских дела целокупне античке уметности. То је фигура Нике са Самотраке („победа“), која међу античким скулптурама Лувра заузима једно од најистакнутијих места.
Том добу припада и Милоска Венера, која заправо представља Афродиту са острва Милос. Скулптура „Лаокон и синови“ припада касном хеленистичком периоду.
Колос са Родоса је једно од седам светских чуда из доба хеленизма. Саграђен је у знак захвалности заштитнику Родоса, неком соларном божанству, зато што је спасио град од разарања Деметрија Полиоркета, чији надимак значи „Градобија“.